# 超然 (中国)
超然（ちょうねん、1567年（隆慶元年） - 1644年（正保元年））は、明末清初の時期に、長崎に来日した中国僧。福建省福州府の出身。

## 生涯
1629年（寛永6年）に、63歳で来日を果たした。その背景には、当時、長崎に住む福州から渡来した中国人たちは、彼等独自の菩提寺を創建したいという願望があった。そのため、福州出身の僧の渡来が必要であったのである。
1632年（寛永9年）には、崇福寺の造営が認可された。
1635年（寛永12年）に崇福寺が完成し、超然が初代の住持に就任した。
1644年9月8日、崇福寺の住職のままで没した。享年78。